# Юлихгау
Юлихгау (на немски: Jülichgau; на латински: Pagus Juliacensis) е „гау“ (графство) по времето на Каролингите в Северен Рейн-Вестфалия. Територията е източно от Маас с Юлих в центъра.
През началото на 11 век в Юлихгау се появява графският род с името Герхард, които първо са графове в Юлихгау. През 11 и 12 век Юлихгау отива в Графство Юлих.

## Графове в Юлихгау
- Еберхард (* ок. 856; † сл. 889), 888 г. граф в Юлихгау, племенник на Беренгар II [1]
- Готфрид (* ок. 905; † 26 март сл. 949), от 924 г. пфалцграф на Лотарингия, граф в Юлихгау (Матфриди/Герхардини)
- Герхард I, граф в Юлихгау (1003 – 1029) (от Дом Юлих)
- Евергард († ок. 1051), син на Герхард I
- Герхард II (1029 – 1081)
- Герхард III (1081 – 1114), първият с името граф на Юлих (comes de Julicho)
- Герхард IV (1114 – 1127)
- Герхард V (1127 – 1138)
- Герхард VI (1138 – 1142)
- Вилхелм I (1142 – 1176), от него графовете в Юлихгау се наричат графове на Юлих (comes de Julicho)[2]
- Вилхелм II († 1207), от 1176 до 1207 г. граф на Юлих. С него измира графската фамилия Юлих.